# Jackson County, Illinois
Jackson County är ett county i delstaten Illinois, USA. Den administrativa huvudorten (county seat) är Murphysboro.
Countyt grundades den 10 januari 1816 och fick sitt namn efter general Andrew Jackson som var USA:s 7:e president mellan åren 1829-1837 och som hade besegrat britterna i slaget vid New Orleans den 8 januari 1815.

## Politik
Jackson County har historiskt sett tenderat att rösta på republikanerna i politiska val, men sedan 1990-talet röstat på demokraterna.
Demokraternas kandidat har vunnit countyt i samtliga presidentval sedan valet 1988. I valet 2016 var det dock jämnare än på länge då demokraternas kandidat för första gången sedan valet 1948 inte fick en absolut majoritet av rösterna utan 47,3 procent. Republikanernas kandidat fick 44,1 procent.

## Geografi
Enligt United States Census Bureau har countyt en total area på 1 561 km². 1 524 km² av den arean är land och 37 km² är vatten.

### Angränsande countyn
- Perry County - nord
- Franklin County - nordost
- Williamson County - öst
- Union County - sydost
- Perry County, Missouri - väst
- Randolph County - nordväst

### Orter
- Ava
- Campbell Hill
- Carbondale
- De Soto
- Dowell
- Elkville
- Gorham
- Grand Tower
- Makanda
- Murphysboro (huvudort)
- Vergennes